# سرویس اطلاعات خارجی (روسیه)
سرویس اطلاعات خارجی (SVR) (Служба внешней разведки Российской Федерации) سازمان اطلاعات خارجی غیرنظامی فدراسیون روسیه است. همتای نظامی این سازمان، اداره اصلی اطلاعات (روسیه) می‌باشد. این سازمان در دسامبر ۱۹۹۱ جانشین اداره یکم کا گ ب شد. دفتر ستادی این سازمان در محلهٔ یاسنوو مسکو قرار دارد.